# Нелсон (Минесота)
Нелсон (енгл. Nelson) град је у америчкој савезној држави Минесота.

## Демографија
По попису из 2010. године број становника је 187, што је 15 (8,7%) становника више него 2000. године.
| Група             | 2000.       | 2010.       |
| Белци             | 168 (97,7%) | 184 (98,4%) |
| Афроамериканци    | 0 (0,0%)    | 0 (0,0%)    |
| Азијати           | 0 (0,0%)    | 0 (0,0%)    |
| Хиспаноамериканци | 1 (0,6%)    | 1 (0,5%)    |
| Укупно            | 172         | 187         |